# Vi smyger på Enok
Vi smyger på Enok är en bok av Viveca Lärn (då Viveca Sundvall), som utkom 1985. Den är skriven som en dagbok, och utspelar sig under perioden 19 augusti-26 december det år huvudpersonen Mimmi går i andra klass.  Tillsammans med En ettas dagbok samt Roberta Karlsson och kungen utgavs de senare under namnet "Mimmis bok".
För boken fick författaren Astrid Lindgren-priset 1985.

## Handling
Mimmi och Roberta smyger på Enok, som är nästan 60 år gammal och bedriver skoaffär. Flickorna smyger på honom, och bestämmer sig senare för att adoptera honom. Boken är lite allvarligare än de andra, för Enok drabbas senare av en sjukdom och dör. Mimmi och Roberta anordnar dock egen minnesstund för honom i stället för att gå till den vanliga begravningen.

### Fotnoter
1. ↑  ”Vi smyger på Enok” (på engelska). Worldcat. 16 mars 1985. https://www.worldcat.org/title/vi-smyger-pa-enok/oclc/185148493&referer=brief_results. Läst 15 januari 2015.
2. ↑  ”Viveca Lärn skriver ny trilogi”. Svenska Dagbladet. 2 februari 2012. http://www.svd.se/kultur/viveca-larn-skriver-ny-trilogi_6817627.svd. Läst 6 september 2012.